# Stephen Peet
Stephen Peet (* 16. Februar 1920 in Penge; † 22. Dezember 2005) war ein britischer Dokumentarfilmer.

## Werdegang
Stephen Peet stammte aus einer Quäker-Familie. Sein Vater war ein Journalist, wie auch sein älterer Bruder John. Er ist mit den Idealen der Gemeinschaft der Quäker, darunter Pazifismus aufgewachsen. Ende der 1930er Jahre begann er als Kameraassistent bei der Dokumentarfilmerin Marian Grierson, Schwester von John Grierson. Während des Zweiten Weltkrieges diente er als Sanitäter, zunächst in London, dann in Nordafrika und Griechenland, wo er in Gefangenschaft geriet, die er teilweise in Deutschland verbrachte. Nach dem Krieg arbeitete er als Kameramann und Regisseur bei der Central African Film Unit, wo er den Ureinwohnern half, Filme für die native afrikanische Bevölkerung zu drehen.
Seit den frühen 1960er-Jahren arbeitete er für das Fernsehen. Zunächst für ITV, wo er für die Redaktion Aktuelles zuständig war. 1967 ging er zum zweiten Programm der BBC, wo er in der Abteilung für Dokumentarfilme arbeitete. Er entwickelte dort das Konzept der Oral History. Er führte das Interviewen von Zeitzeugen in Dokumentarfilmen ein. Zwischen 1969 und 1981 schuf er in diesem Stil mehr als 80 Filme und sorgte damit für die Popularisierung der britischen Fernsehdokumentationen. So befragte er britische Soldaten aus dem Burenkrieg, Zeitzeugen von Katastrophen des ersten Viertels des 20. Jahrhunderts und viele weitere.
Nachdem er am Beginn der 1980er-Jahre seine Tätigkeit bei der BBC beendet hatte, hielt er auf der ganzen Welt Vorträge über das Dokumentarfilmen und über Oral History.
Viel später kam heraus, dass Peet auf einer schwarzen Liste sowohl der BBC als auch des MI5 stand, weil sein Bruder John, der mit dem Kommunismus sympathisierte, in der DDR lebte. Dabei gehörte er selbst nie einer Partei an und war sein Leben lang liberal eingestellt.